# Кунешкова къща
Кунешковата къща (на албански: Banesa e Ilo Kuneshkes) е възрожденска къща в корчанското село Бобощица, Република Албания. Принадлежи на Ильо Кунешка, който е един от последните българи в селоно. В 1979 година е обявена за архитектурен паметник на Албания под № 266/1.